# Rebobinado
Rebobinado es una película argentina filmada en colores dirigida por Juan Francisco Otaño sobre su propio guion escrito en colaboración con Leonardo Centeno que se estrenó el 1 de agosto de 2019 y que tuvo como actores principales a Matías Dinardo, Estefania Bavassi, Juan Carrasco, Dario Fontana, Lucas Di Consa y Fabio Taphanel.

## Sinopsis
Alejandro, un joven de 30 años de vida monótona, que sueña con ser como los protagonistas de películas, encuentra una antigua casetera que puede transportarlo al pasado y trata de modificarlo.

## Reparto
Intervinieron en el filme los siguientes intérpretes:
- Matías Dinardo	...	Alejandro
- Estefania Bavassi	...	Verónica
- Juan Carrasco	...	Tito Brown
- Fabio Taphanel	...	Charly Moyo
- Gustavo Pardi	...	Fernando Septimo
- Simi Redondo	...	Alejandro (12 años)
- Lucila Madeo	...	Magalí
- Fernando Martino	...	Oso
- Francisco Rullo	...	Rodrigo
- Juan Domingo Mariotti	...	Sensei
- Mario Salvati	...	Chiquito
- Leonardo Centeno	...	Cantante
- Días Matiaz Ruiz	...	Rodrigo (12 años)
- Ignacio Ortuondo	...	Oso (12 años)
- Lucas Di Conza	...	Mateo
- Leo Camiser	...	Rata
- Marta Haller	...	Silvia (Mamá de Ale)
- Darío Levy	...	Pedro (Papá de Ale)
- Rubén de la Torre	...	Juan (Papá de Mateo)
- Selva Lione	...	Ariadna (Mamá de Mateo)
- Arian Barbieri	...	Mateo (12 años)
- Daryna Butryk	...	Barby
- Delfina Castani	...	Magali (12 años)
- Dario Fontana	...	Pako Glam
- Tomás Muñoz	...	Rata (12 años)
- Matías Pellegrini Sánchez	...	Claudio
- Charly Wesenack	...	Juancho Talarga (Hombre de levante)

## Críticas
Ezequiel Boetti en Página 12 opinó:

” De factura evidentemente artesanal… un cariño enorme hacia sus personajes, secundarios no solo funcionales a las peripecias del protagonista sino también con aristas cómicas definidas y el uso –en este caso abuso– de múltiples referencias a íconos de la cultura popular de los noventa, a la vez que una tendencia a recaer en ese humor de vestuario de hombres propio de gran parte de la Nueva Comedia Americana…. La historia …irá cruzándose con situaciones disparatadas que sirven en bandeja varios gags eficaces, algunos graciosísimos y otros decididamente fallidos…. Con algo más de concisión y un pulido fino más ajustado, Rebobinado sería más que la película llena de buenas intenciones que es.”

Matías Orta en el sitio web asalallena escribió: 

” Dentro del género de comedia hay un subgénero no asumido pero cada vez más utilizado: la comedia nerd... Rebobinado es un reciente y divertido ejemplo…. incluye gags basados en la escasa suerte del protagonista y sus viajes temporales. También hay humor más delirante…además de situaciones estrambóticas, como una repentina aparición de un popular superhéroe. Otro recurso cómico es la actuación desbordada de algunos personajes. Una mezcla de registros que no siempre funciona a la perfección, pero el director…le imprime un ritmo adecuado a casa secuencia y se las ingenia para ensamblar todas las piezas en las instancias decisivas. Matías Dinardo es el alma de la película…. Un antihéroe romántico como los de hace tres décadas, convincente para los chistes físicos como para los más dialogados. Lo acompaña un nutrido elenco secundario que se luce en cada una de sus participaciones.Aun cuando por momentos parece desviarse de la propuesta original, Rebobinado termina cerrando y se consolida como la comedia ideal para los devotos de la cultura pop y para todo dispuesto a divertirse un buen rato.

Bruno Calabrese en el sitio web cineargentinohoy escribió: 

” Dentro del género de comedia hay un subgénero no asumido pero cada vez más utilizado: la comedia nerd... Rebobinado es un reciente y divertido ejemplo…. incluye gags basados en la escasa suerte del protagonista y sus viajes temporales. También hay humor más delirante…además de situaciones estrambóticas, como una repentina aparición de un popular superhéroe. Otro recurso cómico es la actuación desbordada de algunos personajes. Una mezcla de registros que no siempre funciona a la perfección, pero el director…le imprime un ritmo adecuado a casa secuencia y se las ingenia para ensamblar todas las piezas en las instancias decisivas. Matías Dinardo es el alma de la película…. Un antihéroe romántico como los de hace tres décadas, convincente para los chistes físicos como para los más dialogados. Lo acompaña un nutrido elenco secundario que se luce en cada una de sus participaciones.Aun cuando por momentos parece desviarse de la propuesta original, Rebobinado termina cerrando y se consolida como la comedia ideal para los devotos de la cultura pop y para todo dispuesto a divertirse un buen rato.

Daniel Alvarez en el sitio web la butaca web escribió:  

La diferencia de este film es que no te habla sobre la complejidad del viaje en el tiempo, ni tampoco sobre las consecuencias que esto implica, sino más bien lo utiliza para que el personaje principal tenga una oportunidad para encontrarse a sí mismo, reviviendo el pasado y cambiando el presente. No hay que olvidarse que también se trata de una historia de amor, que se desarrolla de forma ágil , y que corre a la par de este pequeño relato de ciencia ficción.
Rebobinado: La Película es un cinta que utiliza como recurso el viaje en el tiempo, para contar una historia ágil y sumamente divertida. Se trata de un proyecto completamente independiente que logró realizarse gracias al esfuerzo colectivo, y que esto se vio reflejado en la respuesta del espectador.

Ale Turdó en el sitio escribiendo cine escribió: 

La temática fantástica, a fuerza de viajes en el tiempo y personajes coloridos, nos hace creer que estamos ante un simple ejercicio pasatista. Pero al mismo tiempo, ofrece un análisis muy sincero sobre cómo eligen vivir jóvenes del nuevo milenio; cuáles son sus anhelos, qué significa realmente madurar, dejar atrás el pasado y la niñez para poder encarar los desafíos que les impone el mundo adulto. Nada mal para una película sobre un chico enamoradizo y un radiograbador devenido en máquina del tiempo.

## Premios
Los premios otorgados a la película son: 
- BARS (Buenos Aires Rojo Sangre) 2018
  - Premio del público a mejor película
  - Premio a mejor montaje de película iberoamericana
  - Mejor película Argentina de competencia iberoamericana

- MERS (Mendoza rojo sangre) 2019. Premio del público

- Virgin Spring Cinefest de 2019. Selección mensual: largometraje de marzo

- Mejor Largometraje en el Festival de cine con riesgo de Florencio Varela 2018

## Selección de festivales
- BARS 2018

- Festival de cine con riesgo 2018

- Fantaspoa 2019 (competencia iberoamericana)

- NOX 2019

- 24 risas x segundo (Festival de cine de comedia de la Ciudad de México) 2019

- Straight Jacket Guerrilla Film Festival 2019